# 심불상응행법 (현양성교론)
이 문서는 대승불교의 유식유가행파의 주요 논서인 《현양성교론(顯揚聖教論)》에서 설명하고 있는 심불상응행법(心不相應行法)에 대해 다룬다. 심불상응행법에 대한 전체적 · 일반적 내용은 '심불상응행법 문서'에서 다루고 있다.
미륵과 함께 인도불교의 유식학의 총 3기 가운데 제1기의 논사인 무착은 자신의 저서 《현양성교론》 제1권에서 심불상응행법(心不相應行法)이란 마음과 상응(相應)하지 않는 모든 유위법[行]이라고 정의하고 있다.
그리고, 무착은 심불상응행법에 속한 법으로 득(得) · 무상정(無想定) · 멸진정(滅盡定) · 무상천(無想天) · 명근(命根) · 중동분(衆同分) · 생(生) · 노(老) · 주(住) · 무상(無常) · 명신(名身) · 구신(句身) · 문신(文身) · 이생성(異生性) · 유전(流轉) · 정이(定異) · 상응(相應) · 차제(次第) · 세속(勢速) · 시(時) · 방(方) · 수(數) · 화합(和合) · 불화합(不和合)의 24가지를 들고 있으며 이들 24가지의 법 외에도 심불상응행법에 속한 다른 법들이 있다고 말하고 있다.

## 정의
인도불교의 유식학의 총 3기 가운데 제1기의 논사인 무착(無着)의 《현양성교론》에 따르면, 심불상응행법은 마음과 상응하지 않는 모든 유위법[行]으로 정의된다. 또한, 심불상응행법은 마음(심법 또는 심왕법) · 마음작용(심소법) · 물질(색법)의 분위(分位: 국면, 양태, 단계, phase)에서 임시로 시설한 가법(假法)으로, 마음(심법 또는 심왕법) · 마음작용(심소법) 또는 물질(색법)과 같은 것이라거나 혹은 다른 것이라고 말할 수 없는 그러한 성격의 법들이다.
心不相應行者。謂諸行與心不相應。

於心心法及色法分位。假施設性不可施設。與心等法若一若異。
— 《현양성교론》, 제1권. p. 484a. 한문본

심불상응행법(心不相應行法)은 여러 유위법[行]이 마음과 상응하지 않는 것을 말한다.

심왕법과 심소법 및 색법의 분위(分位)에서 임시로 시설한 성품이며, 심왕법 등과 하나라거나 다르다고 시설할 수 없다.
— 《현양성교론》, 제1권. 35쪽. 한글본

《현양성교론》에 따르면, 심불상응행법에 속한 법들로는 득(得) · 무상정(無想定) · 멸진정(滅盡定) · 무상천(無想天) · 명근(命根) · 중동분(衆同分) · 생(生) · 노(老) · 주(住) · 무상(無常) · 명신(名身) · 구신(句身) · 문신(文身) · 이생성(異生性) · 유전(流轉) · 정이(定異) · 상응(相應) · 차제(次第) · 세속(勢速) · 시(時) · 방(方) · 수(數) · 화합(和合) · 불화합(不和合)의 24가지가 있으며, 또한 이밖에도 이와 같은 종류의 법들, 즉, 심불상응행법의 정의와 성격에 일치하는 다른 가법(假法)들이 있다.
彼復差別有二十四種。謂得無想定。滅盡定。無想天。命根。眾同分。生。老。住。無常。名身。句身。文身。異生性流轉。定異。相應。次第。勢速。時。方。數。和合。不和合。復有諸餘如是種類差別。應知。
— 《현양성교론》, 제1권. p. 484a. 한문본

그것[즉, 심불상응행법]을 다시 구별하면 스물 네 가지가 있나니 득(得), 무상정(無想定), 멸진정(滅盡定), 무상천(無想天), 명근(命根), 중동분(衆同分), 생(生), 노(老), 주(住), 무상(無常), 명신(名身), 구신(句身), 문신(文身), 이생성(異生性), 유전(流轉), 정이(定異), 상응(相應), 차제(次第), 세속(勢速), 시(時), 방(方), 수(數), 화합, 불화합(不和合)이다. 또한 그밖에도 이와 같은 종류의 차별이 있음을 알아야 한다.
— 《현양성교론》, 제1권. 35쪽. 한글본

## 개별 법의 설명
《현양성교론》에서는 24가지 심불상응행법을 들고 있는데, 이들에 대한 《현양성교론》의 설명은 다음과 같다.

### (1) 득(得)
득(得, 산스크리트어: prāpti)은 상속차별(相續差別)의 성질[性]이다. 유위법[行]이 상속하는 중에 어떤 변화[轉變]나 역량[自在]이나 법(法)을 획득하고 성취함으로써 현재의 유위법이 과거의 유위법과 달라지는[差別] 것을 말한다.
득(得)은 다음의 3가지로 나뉜다.
- 모든 유위법[行]의 종자가 가진 상속차별의 성질: 여기서 상속차별은 상속전변차별(相續轉變差別)의 뜻으로, 업의 종자가 아뢰야식 안에서 불변의 상태로 존속하는 것이 아니라 찰나마다 생멸하면서 상속(相續: 계속 이어짐)되고 변화하고 성숙되는 것을 뜻한다.
- 자재함[自在, 역량]이 생겨나는 경우의 상속차별의 성질: 과거에 가지지 못한 역량[自在]을 지금 가지게 되는 경우를 뜻한다.
- 자상(自相)이 생겨나는 경우의 상속차별의 성질: 자상(自相)은 법의 본질적 성질을 뜻하므로, 자상(自相)이 생겨난다는 것은 아직 현행하는 상태가 아닌 법이 현행하여 나타나는 것을 뜻한다.

### (2) 무상정(無想定)
무상정(無想定, 산스크리트어: asaṃjñi-samāpatti)은 색계 제3선천(第三禪天)의 3가지 하늘[天] 가운데 최고위에 해당하는 변정천(遍淨天)의 욕망은 떠났으나 아직 그 위의 경지인 색계 제4선천(第四禪天)에 속하는 9가지 하늘[天]의 욕망은 떠나지 못한 상태에서, 상(想: 표상, 이미지, 생각)에 대해 병과 같고 부스럼과 같으며 화살과 같다고 관찰하여 오직 무상천(無想天: 상(想)이 없는 상태의 하늘)만이 적정(寂靜: 해탈 또는 열반을 말함)이며 미묘(微妙: 해탈 또는 열반을 말함)라는 견해를 가졌기 때문에, 이에 따라 무상천의 경지에 도달하려는 출리상(出離想: 현재의 속박 상태 즉 번뇌를 벗어나고자 하는 생각)을 작의(作意: 생각 또는 의지를 일으키고 그 생각 또는 의지를 실현시킬 수단을 실행함)하는 것을 전방편(前方便: 작전(作前)의 방편, 즉 어떤 결과를 일으키는 직접적인 수단)으로 삼음으로써 '불항현행(不恒現行)의 심 · 심소[不恒現行心心法]', 즉 '항상 현행하지는 않는 부류에 속한 마음과 마음작용들', 즉 전6식(前六識)과 이들 6가지 식들과 상응하는 마음작용들을 소멸시키는 성질이다.
즉, 무상정(無想定)은 아직 색계의 번뇌를 벗어나지 못한 상태에서 생각[想: 표상, 이미지]을 없애기 위해 행하는, 전6식(前六識)과 이들 6가지 식들과 상응하는 마음작용들을 소멸시키는 수행 즉 선정(禪定)을 말하며, 또는 그러한 수행 즉 선정을 행하는 것을 말한다. 무상정은 마음을, 번뇌를 벗어난 고요한 청정상태(purity)로 만드는 것이 아니라, 번뇌가 일시적으로 사라진 공백상태(blankness)로 만드는 수행을 말한다.

### (3) 멸진정(滅盡定)
멸진정(滅盡定, 산스크리트어: nirodha-samāpatti)은
무색계의 4천 중 제3천인 무소유처(無所有處)의
욕망을 이미 떠난 상태에서,
무색계의 제4천인 비상비비상처의 선정에 들어감으로써,
혹은 다시 위의 경지로 나아감[上進]으로써,
혹은 무상정(無想定)에 들어감으로써,
혹은 다시 위의 경지로 나아가 잠시 지식상[息想, 止息想]을 작의(作意: 생각 또는 의지를 일으키고 그 생각 또는 의지를 실현시킬 수단을 실행함)하는 것을 전방편(前方便: 작전(作前)의 방편, 즉 어떤 결과를 일으키는 직접적인 수단)으로 삼음으로써,
소연(所緣)을 그치고[止息],
'불항현행(不恒現行)의 심 · 심소[不恒現行心心法]'와 '항행(恒行)의 심 · 심소의 일부[恒行一分諸心心法]'를 소멸시키는 성질이다.
《아비달마잡집론》에 따르면,
여기에서, '불항현행(不恒現行)의 심 · 심소[不恒現行心心法]'는 '항상 현행하지는 않는 부류에 속한 마음과 마음작용들'을 뜻하는데, 전6식(前六識)과 이들 6가지 식들과 상응하는 마음작용들을 말한다. '항행(恒行)의 심 · 심소의 일부[恒行一分諸心心法]'에서, 먼저 '항행(恒行)의 심 · 심소'는 '항상 작용하는 부류에 속한 마음과 마음작용들'을 뜻하는데, 제7 말나식과 이 식과 상응하는 마음작용들을 말한다. 그리고 '항행(恒行)의 심 · 심소의 일부[恒行一分諸心心法]'는 제7 말나식과 이 식과 상응하는 마음작용들 중 번뇌에 오염된 부분을 말한다. 즉 염오의(染汚意) 즉 오염된 상태의 제7 말나식과 이 염오의에 상응하는 마음작용들 말한다.

### (4) 무상천(無想天)
무상천(無想天, 산스크리트어: asaṁjñā-deva)은 무상유정천(無想有情天)이라고도 하는데, 여기 이 세간(世間, 산스크리트어: loka)에서 무상정을 득(得)하면 그것으로 인하여 다음 생에서 태어나는 곳이다. 이 하늘 세계[天]에서는 '항상 현행(現行: 현재적으로 작용함)하는 것은 아닌 모든 마음과 마음작용[不恒現行諸心心法: 전6식(前六識)과 이들과 상응하는 마음작용들]'을 소멸시키는 성질이 작용하는데, 무상천이라는 낱말은 이 하늘 세계뿐만 아니라 그것이 지닌 이 성질, 그리고 무상정의 과보로써 이 하늘 세계에 태어나는 것을 함께 의미한다.

### (5) 명근(命根)
명근(命根, 산스크리트어: jīvitendriya)은 과거의 업에 의해 인기(引起)되는 이숙(異熟: 과거의 원인에 따라 받는 총체적 과보)으로서의 6처(六處: 6근, 즉 태어날 때 받는 소의신)가 머무는 시간이 결정되는 성질이다.

### (6) 중동분(衆同分)
중동분(衆同分, 산스크리트어: nikāya-sabhāga)은 유정의 상사성(相似性), 즉 여러 유정들의 서로 유사한 성질이다.

### (7) 생(生)
생(生, 산스크리트어: jāti)은 모든 유위법[行]의 자상(自相)이 일어나는[發起] 성질이다.

### (8) 노(老)
노(老, 산스크리트어: jarā)는 모든 유위법[行]이 전후(前後)로 변하여 달라지는[變異] 성질이다.

### (9) 주(住)
주(住, 산스크리트어: vivartasthāyin)는 모든 유위법[行]이 생기(生起)한 후 상속하여 끊어지지 않는 성질이다.

### (10) 무상(無常)
무상(無常, 산스크리트어: anitya)은 모든 유위법[行]의 자상(自相)이 생기한 후에 소멸하고 파괴되는 성질이다.

### (11) 명신(名身)
명신(名身, 산스크리트어: nāma-kāya)은 갖가지 유위법[行: 소전의 법 즉 구체적 실체 또는 현상]의 자체(自體: 자성, 자상, 본질)을 전(詮: 가리키고 설명함)하는 상호(想號: 개념과 이름, 즉 능전의 명, 즉 개념 또는 명사)를 마치 실재하는 법인 것처럼 가립(假立)한 성질이다.

### (12) 구신(句身)
구신(句身, 산스크리트어: pada)은 명신[諸名, 즉 복수의 명사들 또는 개념들, 즉 名身]이 모인[聚集] 것으로, 오염[染] 또는 청정[淨]의 뜻을 드러내 보이는 언설(言說: 설명하는 말)들의 의지처가 되는 성질이다.

### (13) 문신(文身)
문신(文身, vyañjana)은 앞의 두 가지 즉 명신(名身: 명사, 개념)과 구신(句身: 문장)의 의지처가 되는 글자[字]의 성질이다.

### (14) 이생성(異生性)
이생성(異生性, 산스크리트어: pṛthag-janatva)에는 우부이생성(愚夫異生性)과 무문이생성(無聞異生性)의 2가지가 있다.
첫째의 우부이생성(愚夫異生性)은 어리석은 범부가 가진 본질적인 이생성으로, 무시이래(無始世來)로부터 유정의 소의신 안에 들어있는 어리석은 범부의 성질이다. 둘째의 무문이생성(無聞異生性)은 여래법(如來法) 즉 여래가 설하는 바른 교법을 들은 적이 없는 것에 따른 이생성으로, 여래가 설하는 바른 교법[如來法]에 속하지 않는[外] 모든 그릇된 길[邪道]의 성질이다.
우부이생성(愚夫異生性)은 구생기 번뇌(俱生起煩惱)에 해당하고, 무문이생성(無聞異生性)은 분별기 번뇌(分別起煩惱)에 해당한다.

### (15) 유전(流轉)
유전(流轉, 산스크리트어: pravṛtti)은 모든 유위법[行]의 인과(因果: 원인과 결과)가 상속하여 끊어지지 않는 성질이다.

### (16) 정이(定異)
정이(定異, 산스크리트어: pratiniyama)는 모든 유위법[行]의 인과(因果: 원인과 결과)가 각각[各] 다른[異] 성질이다.

### (17) 상응(相應)
상응(相應, 산스크리트어: samprayukta)는 모든 유위법[行]의 인과(因果: 원인과 결과)가 서로 칭합(稱合: [서로] 불러서 화합함)하는 성질이다.

### (18) 차제(次第)
차제(次第, 산스크리트어: anukrama)는 모든 유위법[行]이 하나하나 순서대로 유전(流轉)하는 성질이다.

### (19) 세속(勢速)
세속(勢速, 산스크리트어: java)은 모든 유위법[行]의 유전(流轉)이 신속[迅疾]한 성질이다.

### (20) 시(時)
시(時, kāla) 즉 시간(時間) 또는 세월(歲月)은 모든 유위법[行]이 (예를 들어, 4계절의 순환이나 과거 · 현재 · 미래의 3세의 순환처럼) 차례대로 새롭게 새롭게 생멸하는 성질[展轉新新生滅性]이다.

### (21) 방(方)
방(方, deśa) 즉 방위(方位)는 유위법[行] 중 색법[色, 물질]에 관련된 것으로, 모든 색법에서 언제나 발견할 수 있는 (상하좌우앞뒤 등의 차별과 같은) 분제(分齊: 구역 · 범위 또는 정도의 차별과 한계)의 성질이다.

### (22) 수(數)
수(數, 산스크리트어: saṁkhyā) 즉 수량(數量)은 여러 유위법[行]들이 각기 구분되면서 상속하여 그것들의 체상(體相: 본질과 현상)이 유전(流轉)하는 성질이다.

### (23) 화합(和合)
화합(和合, 산스크리트어: sāmagrī)은 모든 유위법[行]들이 인연[緣: 즉 원인]을 따라 만나고 모이는[會] 성질이다.

### (24) 불화합(不和合)
불화합(不和合, 산스크리트어: asāmagrī)은 모든 유위법[行]들이 인연[緣: 즉 원인]을 따라 단절되고 흩어지는[乖] 성질이다.

## 같이 보기
- 심불상응행법
- 부파불교의 설일체유부
  - 심불상응행법 (아비달마품류족론)
  - 심불상응행법 (아비달마구사론)
  - 심불상응행법 (아비달마순정리론)
- 대승불교의 유식유가행파
  - 심불상응행법 (유가사지론)
  - 심불상응행법 (현양성교론)
  - 심불상응행법 (대승아비달마집론·잡집론)
  - 심불상응행법 (대승오온론·광오온론)
  - 심불상응행법 (대승백법명문론)
  - 심불상응행법 (성유식론)

## 참고 문헌
- 곽철환 (2003). 《시공 불교사전》. 시공사 / 네이버 지식백과. |title=에 외부 링크가 있음 (도움말)
- 무착 지음, 현장 한역 (K.571, T.1602). 《현양성교론》. 한글대장경 검색시스템 - 전자불전연구소 / 동국역경원. K.571(16-1), T.1602(31-480). |title=에 외부 링크가 있음 (도움말)
- 운허.  동국역경원 편집, 편집. 《불교 사전》. |title=에 외부 링크가 있음 (도움말)
- 황욱 (1999). 《무착[Asaṅga]의 유식학설 연구》. 동국대학원 불교학과 박사학위논문.
- (중국어) 무착 조, 현장 한역 (T.1602). 《현양성교론(顯揚聖教論)》. 대정신수대장경. T31, No. 1602, CBETA. |title=에 외부 링크가 있음 (도움말)
- (중국어) 星雲. 《佛光大辭典(불광대사전)》 3판. |title=에 외부 링크가 있음 (도움말)

## 주해
1. ↑  《현양성교론》 한문본의 해당 원문에 '심법(心法)'이라 나와있는데, 심법(心法)은 일반적으로는 마음[心]을 가리키지만 마음작용 즉 심소법(心所法)을 가리키는 경우로도 쓰이기도 한다. 이에 따라, 한글본 번역자는 한문본의 심(心)을 심왕법, 심법(心法)을 심소법이라 번역하고 있다.